# Abraham Afewerki

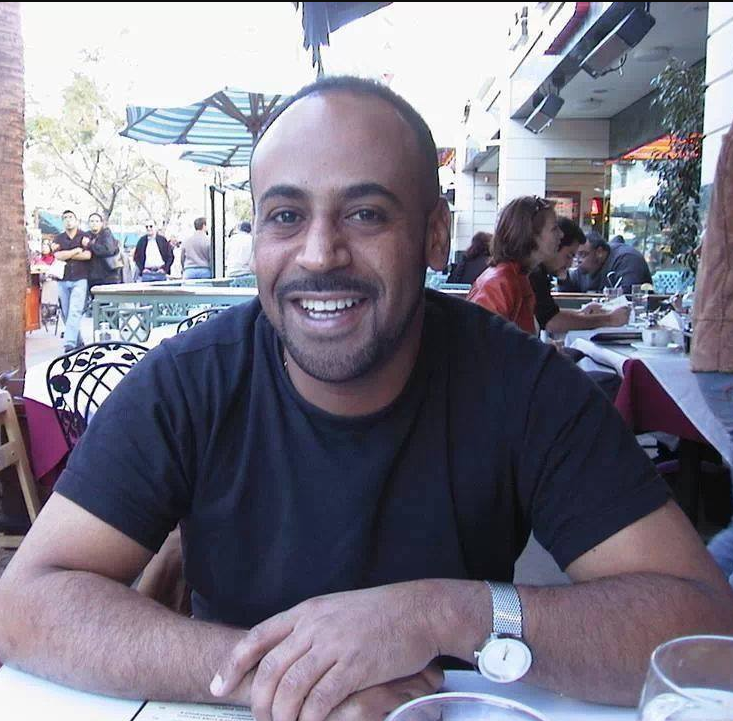
Abraham Afewerki, 2006

Abraham Afewerki (* 30. Januar 1966 in Asmara, Kaiserreich Abessinien; † 7. Oktober 2006 in Massaua, Eritrea) war ein eritreischer Sänger, Songwriter und Produzent in Eritrea.

## Biografie
Abraham Afewerki wurde in Asmara im Kaiserreich Abessinien geboren. Während des eritreischen Unabähigkeitskrieges floh er mit seiner Familie zuerst in den Sudan, dann nach Italien, wo er auch studierte. Seine musikalische Karriere umfasste 15 Jahre von 1991 bis zu seinem Tod 2006. Zuletzt lebte er in den Vereinigten Staaten. Er ertrank im Alter von 40 Jahren während eines Videodrehs im Roten Meer.

## Alben
Veröffentlicht in Eritrea:
- Wegahta (Sonnenaufgang) – 1991
- Tesfa'iya snqey (Hoffnung ist meine Unterstützung) – 1994
- MsTir fQri (Das Geheimnis der Liebe) – 1998
- Hadera (Versprechen) – 2000
- Semai (Himmel) – 2006

| Personendaten    | Personendaten       |
| ---------------- | ------------------- |
| NAME             | Afewerki, Abraham   |
| KURZBESCHREIBUNG | eritreischer Sänger |
| GEBURTSDATUM     | 30. Januar 1966     |
| GEBURTSORT       | Asmara, Eritrea     |
| STERBEDATUM      | 7. Oktober 2006     |
| STERBEORT        | Massaua, Eritrea    |